# Jakobsspitze
Jakobsspitze (wł. Cima San Giacomo) – szczyt w Sarntaler Alpen, paśmie Alp Wschodnich. Leży w północnych Włoszech w regionie Trydent-Górna Adyga, w Południowym Tyrolu.